# Shahbad
Shahbad é uma cidade  no distrito de Kurukshetra, no estado indiano de Haryana.

## Demografia
Segundo o censo de 2001, Shahbad tinha uma população de 37 130 habitantes. Os indivíduos do sexo masculino constituem 53% da população e os do sexo feminino 47%. Shahbad tem uma taxa de literacia de 73%, superior à média nacional de 59,5%: a literacia no sexo masculino é de 76% e no sexo feminino é de 69%. Em Shahbad, 11% da população está abaixo dos 6 anos de idade.